# Thietmar van Meißen
Thietmar I (ca. 928 - 3 augustus na 979) was markgraaf van de Noordmark (ca. 965) en, vanwege de verbanning van Gunther van Meißen, vanaf 976 ook markgraaf van Meißen en Merseburg. 
Thietmar was een zoon van graaf (ook markgraaf genoemd) Christiaan (ca. 895 - 950) van de Zwabengouw en de Nordthüringgouw (937) en de Serimuntgouw (945) en Hidda (ca. 905 - Jeruzalem, ca. 970). De ouders van Christiaan zijn onbekend. Hidda was dochter van markgraaf Thietmar (een van de leermeesters van Hendrik de Vogelaar) en zuster van Gero. Hidda overleed op pelgrimsreis in Jeruzalem.
Van zijn vader erfde Thietmar de Serimuntgouw. Bij de dood van Gero (965) erfde hij de functie van graaf in de Hartagouw, de Zwabengouw, de Nordthüringgouw en de Hassegouw. Hierdoor was hij graaf van Maagdenburg en een groot, aaneengesloten gebied ten westen en ten zuiden van de stad. Ook werd hij rond deze tijd tot markgraaf benoemd. Met zijn broer Gero van Keulen, stichtte hij in 970 het klooster Thankmarsfelde (bij Ballenstedt) dat in 975 verhuisde naar Nienburg. Het klooster werd gesticht als steunpunt voor de bekering van de Sorben. Thietmar werd in dat klooster begraven.
Thietmar trouwde met Swanehilde  (ca. 950 - 26 november 1014), dochter van Herman Billung. Ze kregen een zoon: Gero van de Lausitz.
Swanehilde hertrouwde met Ekhard I.